# آیسل گورل
آیسل گورل (انگلیسی: Aysel Gürel; ۷ فوریهٔ ۱۹۲۹ – ۱۷ فوریهٔ ۲۰۰۸) هنرپیشه، و ترانه‌سرا اهل ترکیه بود.